# Alcudia de Veo (kommunhuvudort)
Alcudia de Veo är en kommunhuvudort i Spanien.   Den ligger i provinsen Província de Castelló och regionen Valencia, i den östra delen av landet, 290 km öster om huvudstaden Madrid. Alcudia de Veo ligger 490 meter över havet och antalet invånare är 206.
Terrängen runt Alcudia de Veo är kuperad, och sluttar österut.Runt Alcudia de Veo är det glesbefolkat, med 15 invånare per kvadratkilometer. Närmaste större samhälle är Onda, 9,3 km nordost om Alcudia de Veo. 